# Сопь
Сопь (устар. Сопь-Ю) — река в России, протекает по Республике Коми. Устье реки находится в 65 км по левому берегу от устья реки Сысола, около деревни Жуэд. Протекает также через деревню Разгорт. Длина реки составляет 20 км. Имеет несколько притоков, крупнейший из которых — левосторонний Сюрса.

## Данные водного реестра
По данным государственного водного реестра России относится к Двинско-Печорскому бассейновому округу, водохозяйственный участок реки — Вычегда от истока до города Сыктывкар, речной подбассейн реки — Вычегда. Речной бассейн реки — Северная Двина.
Код объекта в государственном водном реестре — 03020200112103000020023.